# ارزش درستی
یک ارزش درستی (به انگلیسی: Truth value) در علم منطق و ریاضیات، یک ارزش (مقدار) است که نشان‌دهنده رابطه یک «گزاره» با «درستی (حقیقت)» است. گاهی به ارزش درستی، ارزش منطقی (به انگلیسی: logical value) هم می‌گویند.
در منطق ریاضیات به هر جمله خبری یک گزاره گویند. حال این جمله خبری دارای ارزش درست یا نادرست است اگر چه اعتبار آن هنوز مشخص نباشد.

## مثال
الف) هر عدد اول بزرگ‌تر از دو فرد است.
ب) عدد 5nm²¡ عددی اول نمی‌باشد. (n,m عدد حقیقی و ¡ نماد فاکتوریل می‌باشد)
هر دو جمله بالا گزاره اند زیرا خبری منتقل می‌کنند ولیکن ارزش گزاره اول درست و دومی نادرست است.
اثبات الف: می‌دانیم اعداد زوج بزرگتر از ۲ بر ۲ بخشپذیر اند و نمی‌توانند اول باشند. پس داریم p~T
رد ب: به ازای m=۱ و n=۲/۵ عددی اول است. پس داریم: p~F

## ارزش گزاره‌های ترکیبی
گزاره‌ها را با حروف کوچک p,q,r و … نشان می‌دهند که با استفاده از جدول ارزشی گزاره‌ها درستی یا نادرستی ترکیب مشخص خواهد شد.